# Avril à Paris
Pour les articles homonymes, voir Avril à Paris (homonymie).
Pour plus de détails, voir Fiche technique et Distribution.
Avril à Paris (April in Paris) est un film musical américain réalisé par David Butler, sorti en 1952.

## Fiche technique
- Titre : Avril à Paris
- Titre original : April in Paris
- Réalisation : David Butler
- Scénario : Jack Rose et Melville Shavelson d'après le roman Girl from Paris de Jack Rose et Melville Shavelson
- Production : William Jacobs
- Société de production et de distribution : Warner Bros. Pictures
- Direction musicale : Ray Heindorf
- Musique : Norman Luboff et LeRoy Prinz
- Chansons : Vernon Duke
- Chorégraphie : LeRoy Prinz et Donald Saddler
- Photographie : Wilfred M. Cline
- Montage : Irene Morra
- Direction artistique : Leo K. Kuter
- Décors : Lyle B. Reifsnider
- Costumes : Leah Rhodes
- Pays de production :  États-Unis
- Format : Couleur (Technicolor) - 35 mm - 1,37:1 - Son : Mono (RCA Sound System)
- Genre : Film musical et comédie romantique
- Durée : 94 minutes
- Date de sortie : 
  - États-Unis : 24 décembre 1952 (New York)

## Distribution
- Doris Day : Ethel S. 'Dynamite' Jackson
- Ray Bolger : S. Winthrop Putnam
- Claude Dauphin : Philippe Fouquet
- Eve Miller : Marcia Sherman
- George Givot : François
- Paul Harvey : Robert Sherman
- Herbert Farjeon : Joshua Stevens
- Wilson Millar : Sinclair Wilson
- Raymond Largay : Joseph Welmar
- John Alvin : Tracy
- Jack Lomas : Chauffeur de taxi
- George Davis, Rolfe Sedan (non crédités) : Serveurs